# 墨脱棱鼻树蛙
墨脱棱鼻树蛙（学名：Nasutixalus medogensis）一种于中华人民共和国西藏自治区墨脱县境内发现的两栖动物，是树蛙科棱鼻树蛙属的模式种。其种加词“medogensis”意为“墨脱的”。

## 形态特征
模式标本雄蛙体长约45.0毫米。身体背部相对光滑，呈浅棕色和绿色相杂，头背具有浅棕色三角形斑，体背具有一个较宽的“X”形浅棕色斑；四肢背面具浅棕色横纹。腹面除胸部为浅乳黄色外，其余部分呈肉色；虹膜棕黑色，具一个黄白色“X”形细斑。

## 保护
本种于2023年被收录入《有重要生态、科学、社会价值的陆生野生动物名录》。